# Laura Solera Mantegazza

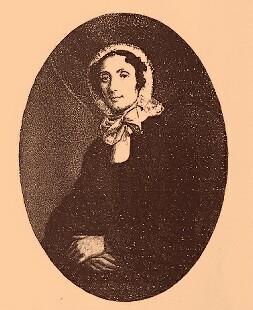
Laura Mantegazza (circa 1865)

Laura Solera Mantegazza (* 15. Januar 1813 in Mailand; † 15. September 1873 in Cannero Riviera, Lago Maggiore) war eine italienische Philanthropin und Sozialreformerin.

## Leben
Mantegazza entstammte dem Großbürgertum; ihr Vater war der Schweizer Cristoforo Solera, ihre Mutter die Italienerin Giuseppina Landriani. Allen voran kümmerten sie sich um die bestmögliche Erziehung ihrer Tochter und sie galt Zeitzeugen nach auch als Mailands klügstes Mädchen.
1830 heiratete sie in ihrer Heimatstadt Giovan Battista Mantegazza. Der spätere Arzt Paolo Mantegazza war ihr Sohn.
Politisch interessiert, machte sie schon bald die Bekanntschaft von Teresa Casati (1787–1830) und Adelaide Cairoli (1806–1871) und arbeitete mit ihnen zusammen. 1850 gründete Mantegazza u. a. die erste Tageskrippe für Kinder der armen Bevölkerung.  Die Scuola professionale femminile d'Italia, eine Art Berufsschule für Frauen, gründete sie 1870 und wurde damit zu einer Vorreiterin in der Frauenbildung.
Mit 60 Jahren starb Laura Solera Mantegazza am 15. September 1873 in Cannero Rivera und fand dort auch ihre letzte Ruhestätte.